# 安大略半島

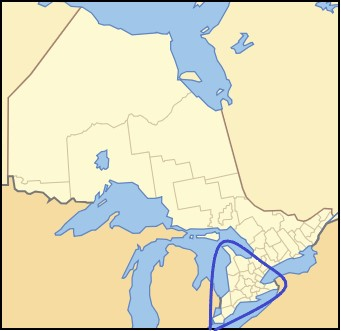
安大略半島（藍圈內）位於安大略省的位置

安大略半島（英語：Ontario Peninsula）位於加拿大安省的最南部，是加拿大的最南端的半島。安大略半島兩面臨五大湖， 東側與北側分別分出尼亞加拉半島、索金半島兩個更小的半島，西南部的末端隔河相望美國密西根下半島，索金半島隔休倫湖與馬尼圖林島相望，尼亞加拉半島的的東面隔尼亚加拉河紐約州相望。
安大略半島的大部分地區都屬魁北克市-温莎走廊，是全加拿大人口最稠密、經濟最繁榮的地區，有着倫敦市、温莎市等重要城市。其安大略湖段湖岸更是有以多倫多為中心的金馬蹄地區，加拿大最大的城市群，北美的主要都市帶之一。

## 位置範圍
安大略半島位於加拿大安省最南部。安大略半島走向西南，西臨休倫湖，東濱安大略湖，南為伊利湖，西南部的半島末端隔底特律河、聖克萊爾河和聖克萊爾湖與密西根下半島相望。安大略半島的東側有尼亞加拉半島，往東向美國紐約州延伸，至尼亞加拉河與紐約州相望，而北側有索金半島，往西北伸進休倫湖與馬尼圖林島相望。